# 安江貴哉
安江 貴哉（やすえ たかや 1996年 1月15日 - ）は、日本の競泳選手。専門はバタフライ。新東工業所属。岐阜県高山市出身。

## 経歴
高山市立中山中学校、豊川高等学校、日本大学法学部政治経済学科卒。
2013年、世界ジュニア選手権日本代表 (100mバタフライ優勝)。
2018年、世界短水路選手権日本代表 (50mバタフライ6位)。
2024年、世界短水路選手権日本代表（100mバタフライ14位）。

## 成績
2013年
- 第54回日本選手権(25m)　100mバタフライ 2位、200mバタフライ 4位
- 第89回日本選手権　200mバタフライ 8位

- 第4回世界ジュニア選手権　50mバタフライ 3位、100mバタフライ 優勝、メドレーリレー優勝

2014年
- 第55回日本選手権(25m)　100mバタフライ 6位
- 第90回日本選手権　100mバタフライ 3位
- 第90回日本学生選手権　100mバタフライ 5位

2015年
- 第91回日本選手権　100mバタフライ 5位
- 第91回日本学生選手権　100mバタフライ 6位

2016年
- 第92回日本選手権　100mバタフライ 3位
- 第92回日本学生選手権　100mバタフライ 3位

2017年
- 第93回日本選手権　100mバタフライ 6位
- 第93回日本学生選手権　100mバタフライ 3位

2018年
- 第94回日本選手権　50mバタフライ 2位、100mバタフライ 5位
- 世界短水路選手権代表選考会　50mバタフライ 2位、100mバタフライ 5位
- 第14回世界短水路選手権　50mバタフライ 6位

2019年
- 第95回日本選手権　50mバタフライ 6位、100mバタフライ 3位
- 第61回日本選手権(25m)　50mバタフライ 3位、100mバタフライ 優勝

2020年
- 第62回日本選手権(25m)　50mバタフライ 4位

2021年
- 第97回日本選手権　100mバタフライ 8位
- 第63回日本選手権(25m)　50mバタフライ 5位、100mバタフライ 5位

2022年
- 国際大会代表選考会　100mバタフライ 7位
- 第64回日本選手権(25m)　50mバタフライ 3位、100mバタフライ 3位

2023年
- 第99回日本選手権　100mバタフライ 3位
- 第65回日本選手権(25m)　50mバタフライ 5位、100mバタフライ 2位